# Mashin Sentai Kiramager
Mashin Sentai Kiramager (魔進戦隊キラメイジャー (Ma tiến Chiến đội Kiramager) Mashin Sentai Kirameijā) dịch là Chiến đội Ma tiến Kiramager là Super Sentai series thứ 44 và là phát sóng vào ngày 8 tháng 3 năm 2020, sau khi Ryusoulger kết thúc. Bộ phim được chiếu song song với Kamen Rider Zero-One và Kamen Rider Saber. Bộ phim lấy đề tài đá quý làm cảm hứng chủ đạo, xây dựng nên một thế giới Crystalia vô cùng huyền ảo và lấp lánh. Đây là Series thứ hai có nữ chiến binh xanh lá (sau Kyuranger). Bộ phim này sẽ được phát sóng thường xuyên trên kênh TV Asahi vào mỗi sáng Chủ nhật hàng tuần lúc 09h30 (giờ Nhật Bản).

## Cốt truyện
Quân đoàn Yodon hắc ám lăm le cướp đi hi vọng và hào quang của con người. Trước tình cảnh đó, công chúa của vùng đất bảo thạch đã mang Kiramei Stone, những bảo thạch chứa đựng quyền năng bí ẩn, đến Trái Đất tìm kiếm những con người thích hợp thành những chiến binh Kiramager.
Những viên bảo thạch sở hữu ý chí riêng sẽ tự lựa chọn xem ai thích hợp làm bạn đồng hành trên con đường chính nghĩa. Chúng sẽ hòa hợp với tính cách của chiến binh Kiramager và biên hóa thành những cỗ máy khổng lồ gọi là Mashin (Ma Tiến).

## Nhân vật

### Kiramager
Atsuta Jūru (熱田 充瑠 (Nhiệt Điền Sung Lưu)) - Kiramei Red (キラメイレッド Kiramei Reddo)
Juru là chiến binh sáng tạo, vốn là một học sinh trung học có tài hội hoạ. Cậu có thể sáng tạo ra vô số chiêu thức tấn công mới lạ và có thể tạo ra các mashin - khả năng chỉ có vua Oradin làm được.
Imizu Tametomo (射水 為朝 (Xạ Thủy Vi Triều)) - Kiramei Yellow (キラメイイェロー Kiramei Ierō)
Chiến binh xạ kích. Cậu sở hữu kỹ năng xạ kích đa dạng. Cậu là ngôi sao mới trong làng E-sport của Nhật Bản.
Hayami Sena (速見 瀬奈 (Tốc Kiến Lai Nại)) - Kiramei Green (キラメイグリーン Kiramei Gurīn)
Chiến binh tốc độ. Cô giỏi về đòn đánh tốc độ cao do là một vận động viên điền kinh.
Oshikiri Shiguru (押切 時雨 (Áp Thiết Thị Vũ)) - Kiramei Blue (キラメイブルー Kiramei Burū)
Chiến binh trảm kích. Cậu đánh bại kẻ thù bằng khả năng kiếm thuật, cõ lẽ cậu là người thuộc dòng dõi quý tộc samurai.
Ōharu Sayo (大治 小夜 (Đại Trị Tiểu Dạ)) - Kiramei Pink (キラメイピンク Kiramei Pinku)
Chiến binh trị liệu, là một bác sĩ y khoa xuất sắc của một bệnh viện tại Tokyo. Cô sở hữu năng lực trị thương và giỏi Aikido.
Crystalia Takamichi (クリスタリア 宝路 (Bảo Lộ) Kurisutaria Takamichi) - Kiramei Silver (キラメイシルバー Kiramei Shirubā)
Một thợ săn báu vật, con nuôi của vua Oradin và cũng là anh trai của Mabushina. Trong một lần đi sẵn báu vật đã gặp vua Oradin, khi họ đang chuẩn bị đào thì Takamichi đã bị một Monstone nhập vào cơ thể, để cứu mạng anh vua Oradin đã đem anh về Crystalia và cấy viên đá KiramaStone có khả năng khắc chế Monstone vào cơ thể anh, từ đó anh sở hữu sức khoẻ và tuổi thọ hơn người bình thường. Anh ở lại Crystalia, trở thành hoàng tử của Crystalia trước khi anh phát hiện Mabushiina có thể đã dính lời nguyền bên mắt trái giống như mẹ cô - nữ hoàng Mabuyune. Anh đã rời vương quốc để tìm kiếm 4 viên KanaemaStone để giải lời nguyền của Mabushiina.

### Kiramazine
Kiramazin (キラメイジン Kirameijin)
Là robot khổng lồ của Kiramager được hình thành khi năm Mashin của chúng kết hợp với nhau thông qua Mashin Hợp thể (魔進合体 Mashin Gattai).
- Land Mage (ランドメイジ Rando Meiji?)

Một sự kết hợp thay thế chỉ được hình thành bởi Fire, Shovellow và Mach
- Sky Mage (スカイメイジ Sukai Meiji?)

Một sự kết hợp thay thế chỉ được hình thành bởi Jetter và Helico

### Đồng minh

#### CARAT
CARAT (カラット Karatto)
Là một công ty trang sức nổi tiếng tại Nhật Bản. Được thành lập vào đầu những năm 2010, CARAT đã tham gia tài trợ cho các tòa nhà, phương tiện, v.v. CARAT cũng đóng vai trò là căn cứ của Kiramager và cũng là nơi trú ẩn cho Mabushiina trong khi cô đang bị săn đuổi.
- Hakataminami Muryō (博多南 無鈴 (Bác Đa Nam Vô Linh)?)

Người sáng lập công ty CARAT, người cung cấp hỗ trợ cho Kiramager chống lại cuộc xâm lăng Trái Đất của Yodonheim. Ông cũng đóng vai trò là người bố của Kiramager và Mabushiina.

#### Crystalia
Bảo thạch Quốc Crystalia (宝石の国クリスタリア Hōseki no Kuni Kurisutaria)
Hành tinh đẹp được tạo thành từ đá quý. Trước khi bắt đầu phim, hành tinh này đã bị xâm chiếm bởi Đế chế Yodonheim, mặc dù người thừa kế duy nhất còn sống sót của nó đã trốn thoát.
- Mabushina (マブシーナ Mabushīna?)

Công chúa của xứ Crystalia và người thừa kế ngai vàng, đã trốn đến Trái Đất cùng với Kirama Stones sau khi hành tinh của cô bị tấn công bởi Yodonheim.
- Oradin (オラディン?)

Phụ thân của Mabushiina và là Hoàng đế của Crystalia trước khi bị Yodonheim phế truất khi em trai của ông, Garza, cấu kết với kẻ thù của họ.

### Phản diện
Đế quốc Hắc ám Yodonheim (闇の帝国ヨドンヘイム Yami no Teikoku Yodonheimu)
Là một đế quốc dưới sự chỉ huy của một thủ lĩnh bí ẩn đã chinh phục Crystalia với Quân đoàn Yodon của chúng, lực lượng xâm lược trước khi thiết lập sự thống trị của chúng trên Trái Đất. Mục tiêu chính của chúng là phá hủy mọi thứ đẹp đẽ trong vũ trụ

#### Quân đoàn Yodon
- Quỷ tướng quân Garza (鬼将軍ガルザ Kishōgun Garuza?)

Hắn là em trai của Oradin và chú của Mabushiina, kẻ đã phản bội anh trai mình để trở thành người đứng đầu Quân đội Yodon và trả thù vì đã thua cuộc bầu cử trong quá khứ.
- Mặt nạ ma thuật bóng đêm Crantula (闇の仮面遣いクランチュラ Yami no Kamen-tsukai Kuranchura?)

Một vị tướng của quân đội Yodon và lính hầu của Garza.
- Bechart (ベチャット Bechatto?)

Lính bộ binh của quân đoàn Yodon 

## Tập đặc biệt
- Episode ZERO: Phát hành vào ngày 8 tháng 2 năm 2020, nói về sự ra đời của các chiến binh Kiramager. Ngày 17 tháng 5 năm 2020, Toei quyết định phát lại tập đặc biệt này do ảnh hưởng của đại dịch COVID-19 khiến series phải tạm ngừng phát sóng.

## Tập phim
Tựa đề của từng tập phim trong Kiramager được chơi chữ từ tên của những bộ phim điện ảnh nổi tiếng của Nhật Bản.
1. Ma tiến khai sinh! (魔進誕生！ Mashin tanjō!?)
2. Leader chứng minh (リーダーの証明 Rīdā no Shōmei?)
3. Đồ ngốc! Tôi không cần sự giúp đỡ của cậu. (マンリキ野郎！御意見無用 Manriki Yarō! Goikenmuyō?)
4. Công nương của Vong quốc (亡国のプリンセス Bōkoku no Purinsesu?)
5. Vượt trội bởi Shovellow! (ショベローまかりとおる！ Shoberō Makaritōru!?)
6. Khi cô ấy 5 tuổi (ツレが5才になりまちて Tsure ga 5-sai ni nari machite?)
7. Training cho cậu (トレーニングを君に Torēningu o Kimi ni?)
8. Express Điện Quang Thạch Hoả (エクスプレス電光石火 Ekusupuresu Denkōsekka?)
9. Con đường Karuta của thanh xuân tôi (わが青春のかるた道 Waga seishun no Karuta michi?)
10. Cô gái theo đuổi Shiguru (時雨おいかける少女 Shiguru oikakeru shōjo?)
11. Thời gian là vòng lặp (時がクルリと Toki ga Kururito?)
12. Chàng trai tốt cùng mũi khoan thần kỳ (ワンダードリルの快男児 Wandā Doriru no Kaidanji?)
13. Đại chiến dưới lòng đất (地底大戦争 Chitei Dai Sensō?)
14. Quân Ace cô đơn (孤高のエース Kokō no Ēsu?)
15. Lắng nghe, giọng nói của Takamichi (きけ、宝路の声 Kike, Takamichi no Koe?)
16. Kẹo dẻo hoàng gia (マシュマロワイアル Mashuma rowaiaru?)
17. Viên đá quý hiếm của lâu đài (洋館の奇石 Yōkan no Ki Ishi?)
18. Rơi vào bóng tối (闇落ち Yami-ochi?)
19. Bạn bè (相棒 Aibō?)
20. Cặp đôi nguy hiểm (あぶないペア Abunai Pea?)
21. Câu cá, đôi khi là một bậc thầy (釣れ、ときどき達人 Tsure, Tokidoki Tatsujin?)
22. Bạn đã chuẩn bị chưa? Phù thủy đang ở đây (覚悟はいいかそこの魔女 Kakugo wa ī ka Soko no Majo?)
23. Mẫu thân của Mabushina (マブシーナの母 Mabushīna no Haha?)
24. Tôi sẽ làm một ban nhạc (バンドしちゃうぞ！ Bando Shi Chau zo !?)
25. Cô hầu gái dễ thương đó (可愛いあの巫女 Kawaii ano Miko?)
26. Biến nó thành vũ khí cung tên (アローな武器にしてくれ Arōna buki ni shite kure?)
27. Runner siêu khủng (大ピンチランナー Dai Pinchi Ran'nā?)
28. Shiguru khóc (時雨泣き Shiguru Naki?)
29. Ảo ảnh ở Atamald (まぼろしのアタマルド Maboroshi no Atamarudo?)
30. Siêu chiến binh kiêu hãnh (誇り高き超戦士 Hokori Takaki Chō Senshi?)
31. Đồ chơi (お も ち ゃ Omocha?)
32. Một số thứ về Sayo (小夜に首ったけ Sayo Niku Bittake?)
33. Nỗi hoảng sợ lớn, cuộc đụng độ lớn ! (巨獣パニック大激突！ Kyojū Panikku Dai Gekitotsu!?)
34. Niềm đam mê của Xanh và Vàng (青と黄の熱情 Ao to Ki no Netsujō?)
35. Mabushina lang thang (マブシーナ放浪記 Mabushīna Hōrō-ki?)
36. RAP (RAP【ラップ】 Rappu?)
37. Sena 1/5 (せな1/5 Sena Ichi/Gō?)
38. Ngắm trăng của chú tôi (叔父の月を見ている Oji no Tsuki o Mite iru?)
39. Hoàng đế là một tay bắn tỉa (皇帝はスナイパー Kōtei wa Sunaipā?)
40. Người bị đau (痛む人 Itamu Hito?)
41. Tôi muốn được như vậy (ありのままでいたい Arinomamade Itai?)
42. Trận chiến không danh dự (仁義なき戦い Jinginaki Tatakai?)
43. Anh hùng dơ bẩn (汚れた英雄 Yogoretaeiyū?)
44. Bạn của tôi, hãy ngủ yên (友よ、静かに眠れ Tomoyo, Shizuka ni Nemure?)
45. FINAL: Các bạn đã toả sáng (君たちがいて輝いた Kimitachi ga ite Kagayaita?)

## Phân vai
- Atsuta Jūru (熱田 充瑠?) - Komiya Rio (小宮 璃央?)
- Imizu Tametomo (射水 為朝?) - Kihara Rui (木原 瑠生?)
- Hayami Sena (速見 瀬奈?) - Shinjo Yume (新庄 由芽?)
- Oshikiri Shiguru (押切 時雨?) - Mizuishi Atomu (水石 亜飛夢?)
- Ōharu Sayo (大治 小夜?) - Kudō Mio (工藤 美桜?)
- Crystalia Takamichi (クリスタリア 宝路?) - Shoji Kohei (庄司 浩平?)
- Hakataminami Muryō (博多南 無鈴?) - Kosaka Daimaō (古坂 大魔王? còn được biết tới với nghệ danh "Pikotarō")

## Nhạc phim

### Nhạc mở đầu
"Mashin Sentai Kiramager" do Yohei Onishi trình bày

### Nhạc kết
"Kiraful Miracle Kiramager" do Takashi Deguchi trình bày.